# Musikanternas uttåg
Musikanternas uttåg är en roman av Per Olov Enquist, utgiven 17 november 1978 hos Norstedts.
Boken handlar om den växande arbetarrörelsen i Sverige i början av 1900-talet, i synnerhet i Västerbottens kustland åren 1902–1910.
En recensent ansåg att romanen var en "bitvis rolig, bitvis gripande bok med ett starkt mollackord."